# Anthony McHenry
Anthony Duane McHenry (Birmingham, 16 aprile 1983) è un allenatore di pallacanestro ed ex cestista statunitense, professionista nella NBDL e in Giappone.